# Sony Xperia ZR
Sony Xperia ZR (модельний номер — C5502, інші назви — Sony Xperia ZR C5503, Sony Xperia ZR LTE, Sony Xperia ZR HSPA+) — смартфон із серії Sony Xperia, розроблений компанією Sony, анонсований 13 травня 2013 року. Апарат отримав сертифікат IP58, що означає його пиле- і водонепроникність. Є молодшою версією Sony Xperia Z. Його попередник — Sony Xperia T.
Xperia ZR позитивно сприймається в Японії, де він продається як Sony Xperia A (SO-04E). У вересні 2013 року оператор NTT DoCoMo випустив обмежену серію A під назвою «Xperia feat. Hatsune Miku».

## Зовнішній вигляд
Зовнішньо смартфон майже не відрізняється від старшої моделі Sony Xperia Z, дизайн мінімалістичний, строгий, дещо зменшені фізичні розміри через зменшення діагоналі екрану — 131,3×67,3×10,5 мм і важить 140 грам. На передній частині розміщено екран, що покритий захисним склом, а задня кришка вироблена зі звичайного пластику. Доступні чотири кольори — білий, чорний, рожевий, зелений.

## Характеристики смартфону

### Апаратне забезпечення
Смартфон працює на базі чотириядерного процесора Qualcomm Snapdragon S4 Pro (APQ8064), що працює із тактовою частотою 1,5 ГГц (архітектура ARMv7), 2 ГБ оперативної пам’яті і використовує графічний процесор Adreno 320 для обробки графіки. Пристрій також має внутрішню пам’ять об’ємом 9 ГБ, із можливістю розширення карткою microSD до 32 ГБ. Апарат оснащений 4,5-дюймовим (114,3 мм відповідно) дисплеєм із розширенням 720 x 1280 пікселів із щільністю пікселів 323 ppi, що виконаний за технологією TFT. В апарат вбудовано 13,1-мегапіксельну основну камеру, що може знімати Full HD-відео (1080p) із частотою 30 кадрів на секунду, і фронтальною 0,3-мегапіксельною камерою яка знімає відео в роздільній здатності VGA. Дані передаються бездротовими модулями Wi-Fi (802.11 a/b/g/n 5 ГГц), DLNA, Bluetooth 4.0, вбудована антена стандарту GPS + ГЛОНАСС, NFC. Підтримує мобільні мережі 4 покоління (LTE, залежно від моделі). Весь апарат працює від Li-ion акумулятора ємністю 2300 мА·год, що може пропрацювати у режимі очікування 470 годин (19,6 дня), у режимі розмови — 11 годин, і важить 140 грам.

### Програмне забезпечення
Смартфон Sony Xperia ZR постачався із встановленою Android 4.1.2 «Jelly Bean», пізніше смартфон оновлювали і кінцевим оновленням є Android 5.1.1 «Lollipop».

## Критика
Ресурс PhoneArena поставив апарату 6,5 із 10 балів, сказавши, що «незважаючи на певні поступки із продуктивністю Sony Xperia ZR, вона дає теперішнім користувачам задовільний досвід, що точно буде оцінений технічно підкованими людьми». До плюсів зараховано екран («чималий екран із дуже хорошою щільністю пікселів»), чипсет («що дає плавну роботу»), до мінусів — посередня якість дзвінків, камера («посередня»).